# Vie Cave

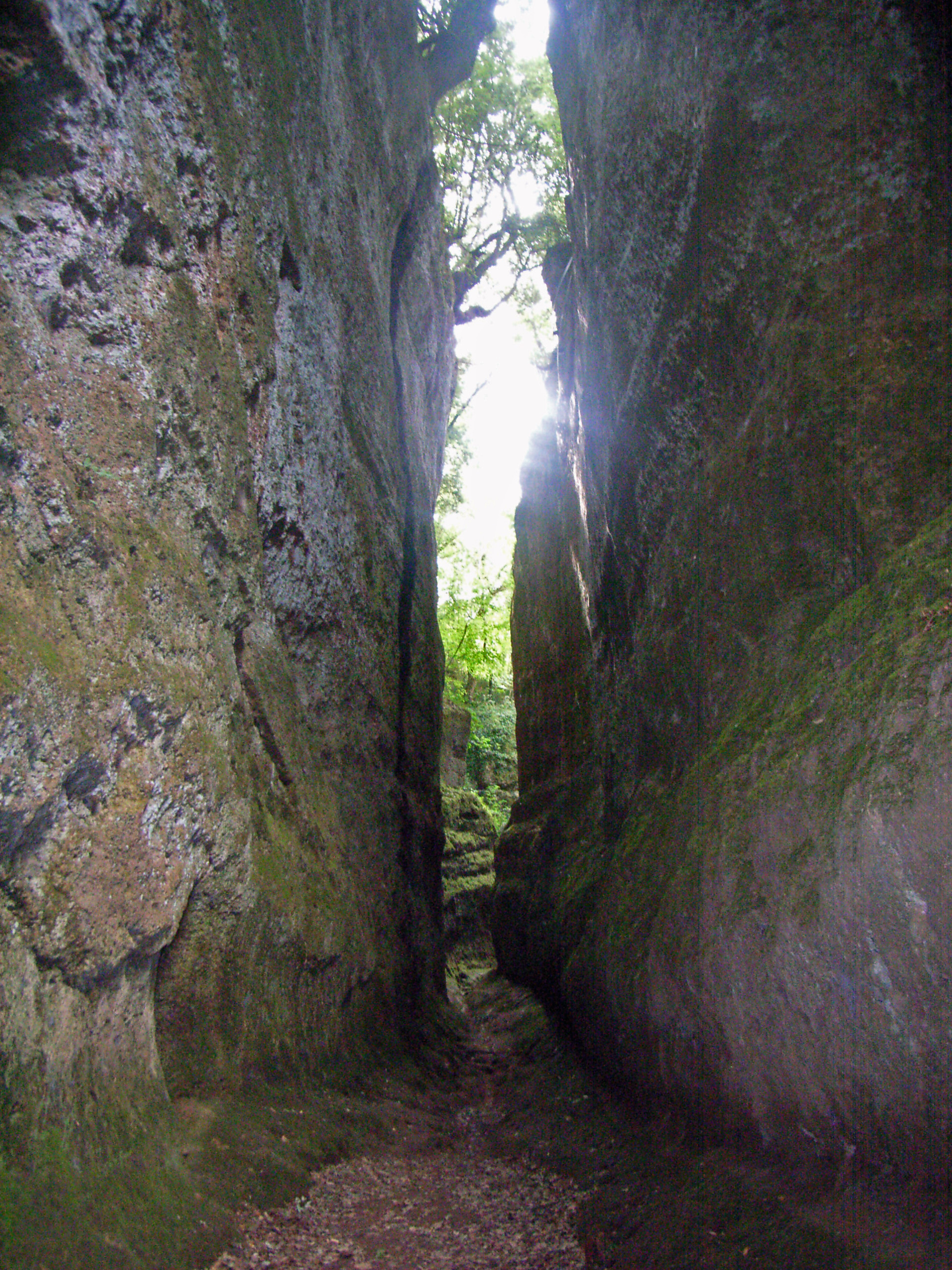
Via Cave nahe der etruskischen Nekropole von Sovana

Die Vie Cave (italienisch auch Cavoni) sind teils tief gegrabene Straßen in der heutigen Gegend zwischen Sovana, Sorano und Pitigliano in der Provinz Grosseto in der Toskana. Sie bestehen hauptsächlich aus Gräben unterschiedlicher Breite und Länge, die als fast senkrechte Schluchten in verschiedene Arten von Grundgestein gegraben wurden, manchmal über 20 Meter tief, und möglicherweise als Verteidigungssystem gegen Eindringlinge, wilde Tiere oder Naturgewalten dienten.

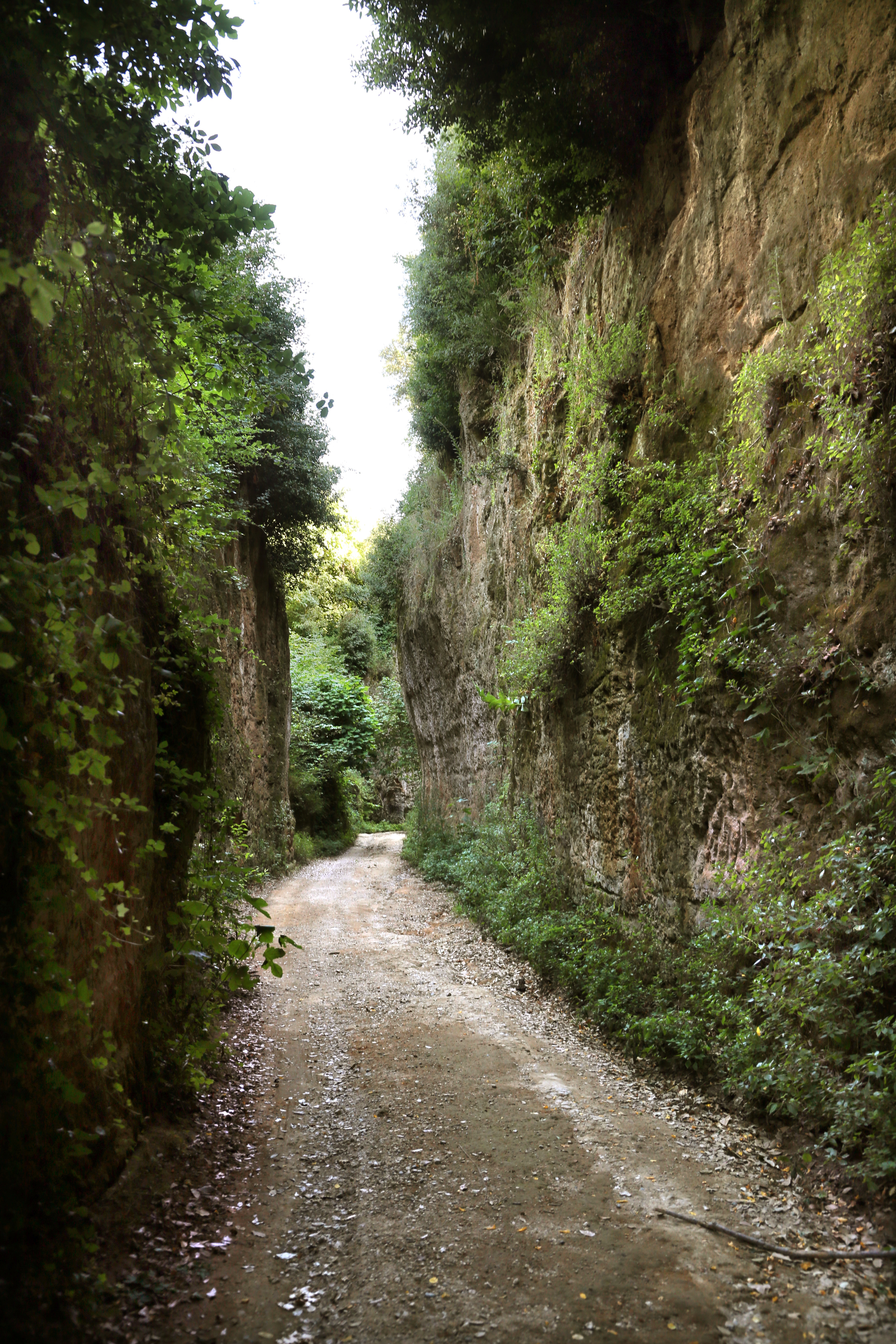
Via Cave bei Pititgliano

Obwohl oft angenommen wird, dass sie von vorrömischen Zivilisationen im 1. oder 2. Jahrtausend v. Chr. angelegt wurden, sind die Erbauer und der Zweck des Straßensystems weitgehend unklar, und es gibt Hinweise darauf, dass sie viel älter sind als angenommen. Solche Straßennetze sind auch anderorts in Südeuropa, in Spanien, der Türkei und im Osten bis nach Jordanien bekannt.
In Italien sind sie manchmal schmale, manchmal breitere Einschnitte, die oft tief durch Hügel und Grundgestein verlaufen, und es wird angenommen, dass sie sich seit der Zeit der Etrusker kaum verändert haben. Sie sollen entstanden sein durch das Einwirken eisenbeschlagener Räder auf den weichen Tuffstein, aber auch auf härteres Grundgestein, deren tiefe Spurrillen es erforderlich machten, die Straße immer wieder auf eine ebene Oberfläche zu schleifen. Ihre Datierung leitet sich hauptsächlich aus den Siedlungen ab, zwischen denen sie hindurchgehen, und Gegenständen aus Gräbern neben ihnen. Diese Datierung wird von denjenigen als unsicher angesehen, die auf das Ausmaß der Versteinerung der sogenannten Karrenspuren hinweisen.
In der Römerzeit wurden Teile der Via Cave Teil des Straßensystems, das mit der Hauptstraße der Via Clodia verbunden war, einer alten Straße, die Rom und Manciano durch die Stadt Tuscania verband, die von der Cassia-Straße im Gebiet von Latium abzweigte. Breitere Abschnitte sind sogar im modernen Straßensystem enthalten.